# VS-System
VS-System — система правил для коллекционных карточных игр, разработанная профессиональными игроками в Magic: The Gathering. Система не использует дополнительных элементов случайности, кроме самого «расклада» колоды игральных карт.
Игра, использующая систему VS-System, базируется на комиксах американских компаний DC Comics и Marvel, и представляет супергероев и противостоящих им злодеев.
Модификация правил VS-System используется в коллекционной карточной игре во вселенной Warcraft — World of Warcraft Trading Card Game.